# Metapenaeopsis liui
Metapenaeopsis liui är en kräftdjursart som beskrevs av Crosnier 1987. Metapenaeopsis liui ingår i släktet Metapenaeopsis och familjen Penaeidae. Inga underarter finns listade i Catalogue of Life.